# Трулбен
Трулбен (њем. Trulben) општина је у њемачкој савезној држави Рајна-Палатинат. Једно је од 84 општинска средишта округа Југозападни Палатинат. Према процјени из 2010. у општини је живјело 1.325 становника. Посједује регионалну шифру (AGS) 7340052.

## Географски и демографски подаци
Трулбен се налази у савезној држави Рајна-Палатинат у округу Југозападни Палатинат. Општина се налази на надморској висини од 300 метара. Површина општине износи 7,4 km². У самом мјесту је, према процјени из 2010. године, живјело 1.325 становника. Просјечна густина становништва износи 180 становника/km².